# Premi Don Balón
El Premi Don Balón és un prestigiós premi futbolístic individual que des del 1976 concedia cada any la revista esportiva espanyola Don Balón als millors jugadors, entrenadors, i àrbitres de la Lliga espanyola de futbol. Els premis s'entregaven cada estiu, en funció de les puntuacions periodístiques donades als futbolistes al llarg de cadascun dels partits de l'última temporada futbolística, que va de setembre a juny.
La crisi econòmica i la detenció per un presumpte desviament de diners de l'editor de la revista, Rogelio Rengel Mercadé, va propiciar l'aturada de l'activitat a la redacció el 6 de setembre de 2011, i en conseqüència, l'aturada de l'entrega de premis.

## Jugadores estrangers més premiats
| Jugador        | País | Premis | Temporada                          |
| -------------- | ---- | ------ | ---------------------------------- |
| Uli Stielike   |      | 4      | 1978-79, 1979-80, 1980-81, 1981-82 |
| Leo Messi      |      | 3      | 2006-07, 2008-09, 2009-10          |
| Luís Figo      |      | 3      | 1998-99, 1999-00, 2000-01          |
| Ronaldinho     |      | 2      | 2003-04, 2005-06                   |
| Bernd Schuster |      | 2      | 1984-85, 1990-91                   |
| Hugo Sánchez   |      | 2      | 1986-87, 1989-90                   |
| Juan Barbas    |      | 2      | 1982-83, 1983-84                   |
| Johan Cruyff   |      | 2      | 1976-77, 1977-78                   |

## Jugadors espanyols més premiats
| Jugador | Premios | Temporada                                   |
| ------- | ------- | ------------------------------------------- |
| Raúl    | 5       | 1996-97, 1998-99, 1999-00, 2000-01, 2001-02 |
| Migueli | 2       | 1977-78, 1984-85                            |

## Entrenadors més premiats
| Entrenador             | País | Premis | Temporada                          |
| ---------------------- | ---- | ------ | ---------------------------------- |
| Luis Molowny           |      | 4      | 1977-78, 1978-79, 1979-80, 1985-86 |
| Javier Irureta         |      | 3      | 1997-98, 1999-00, 2003-04          |
| Javier Clemente        |      | 3      | 1982-83, 1983-84, 1986-87          |
| Josep Guardiola i Sala |      | 2      | 2008-09, 2009-10                   |
| Frank Rijkaard         |      | 2      | 2004-05, 2005-06                   |
| Arsenio Iglesias       |      | 2      | 1992-93, 1994-95                   |
| Johan Cruyff           |      | 2      | 1990-91, 1991-92                   |
| John Toshack           |      | 2      | 1988-89, 1989-90                   |
| Alberto Ormaetxea      |      | 2      | 1980-81, 1981-82                   |